# Ganhoué
Ganhoué é uma aldeia do extremo oeste da Costa do Marfim. Fica na subprefeitura de Ouaninou, Departamento de Ouaninou, Região de Bafing, Distrito de Woroba.
Ganhoué era uma comuna até março de 2012, quando se tornou uma das 1 126 comunas em todo o país que foram abolidas.